# Chloraea lamellata
Chloraea lamellata är en orkidéart som beskrevs av John Lindley. Chloraea lamellata ingår i släktet Chloraea och familjen orkidéer. Inga underarter finns listade i Catalogue of Life.